# مقاطعة موخوتلنغ
موخوتلنغ هي مقاطعة من مقاطعات ليسوتو.تغطي مساحة 4075 كم مربع ويقدر سكانها ب96340 نسمة.إنها من أفقر وأبعد المساحات في ليسوتو.معظم مناطقها ريفية لكن يوجد فيها بعض الماس.موخوتلنغ هي عاصمة المقاطعة أو الكامبتاون الخاصة بها وهي المدينة الوحيدة فيها.

## الجغرافيا
تحد موخوتلنغ في الشرق جنوب أفريقيا تحديدا محافظة كوازولو ناتال لكن نقطتها الشمالية تحد بمحافظة فري ستيت.محليا تحد ب3 مقاطعات:
- مقاطعة بوثا-بوث-من الشمال الغربي
- مقاطعة لريب-من الغرب
- مقاطعة ثابا-تسيكا-من الجنوب

## المناخ
يظهر الجدول التالي التغييرات المناخية على مدار السنة لمقاطعة موخوتلنغ:
| البيانات المناخية لـمقاطعة موخوتلنغ | البيانات المناخية لـمقاطعة موخوتلنغ | البيانات المناخية لـمقاطعة موخوتلنغ | البيانات المناخية لـمقاطعة موخوتلنغ | البيانات المناخية لـمقاطعة موخوتلنغ | البيانات المناخية لـمقاطعة موخوتلنغ | البيانات المناخية لـمقاطعة موخوتلنغ | البيانات المناخية لـمقاطعة موخوتلنغ | البيانات المناخية لـمقاطعة موخوتلنغ | البيانات المناخية لـمقاطعة موخوتلنغ | البيانات المناخية لـمقاطعة موخوتلنغ | البيانات المناخية لـمقاطعة موخوتلنغ | البيانات المناخية لـمقاطعة موخوتلنغ | البيانات المناخية لـمقاطعة موخوتلنغ |
| الشهر                               | يناير                               | فبراير                              | مارس                                | أبريل                               | مايو                                | يونيو                               | يوليو                               | أغسطس                               | سبتمبر                              | أكتوبر                              | نوفمبر                              | ديسمبر                              | المعدل السنوي                       |
| ----------------------------------- | ----------------------------------- | ----------------------------------- | ----------------------------------- | ----------------------------------- | ----------------------------------- | ----------------------------------- | ----------------------------------- | ----------------------------------- | ----------------------------------- | ----------------------------------- | ----------------------------------- | ----------------------------------- | ----------------------------------- |
| متوسط درجة الحرارة الكبرى °ف        | 77                                  | 75                                  | 72                                  | 64                                  | 63                                  | 59                                  | 59                                  | 66                                  | 72                                  | 79                                  | 79                                  | 77                                  | 70                                  |
| متوسط درجة الحرارة الصغرى °ف        | 54                                  | 52                                  | 46                                  | 37                                  | 36                                  | 28                                  | 27                                  | 46                                  | 37                                  | 46                                  | 50                                  | 52                                  | 43                                  |
| معدل هطول الأمطار إنش               | 4.5                                 | 3.8                                 | 3.2                                 | 0.7                                 | 0.2                                 | 1.1                                 | 0                                   | 0.3                                 | 1.3                                 | 0.6                                 | 2.6                                 | 6.8                                 | 25.1                                |
| متوسط درجة الحرارة الكبرى °م        | 25                                  | 24                                  | 22                                  | 18                                  | 17                                  | 15                                  | 15                                  | 19                                  | 22                                  | 26                                  | 26                                  | 25                                  | 21                                  |
| متوسط درجة الحرارة الصغرى °م        | 12                                  | 11                                  | 8                                   | 3                                   | 2                                   | −2                                  | −3                                  | 8                                   | 3                                   | 8                                   | 10                                  | 11                                  | 6                                   |
| معدل هطول الأمطار مم                | 114                                 | 97                                  | 81                                  | 19                                  | 5                                   | 28                                  | 0                                   | 8                                   | 34                                  | 15                                  | 65                                  | 173                                 | 638                                 |
| المصدر #1:                          |                                     |                                     |                                     |                                     |                                     |                                     |                                     |                                     |                                     |                                     |                                     |                                     |                                     |
| المصدر #2:                          |                                     |                                     |                                     |                                     |                                     |                                     |                                     |                                     |                                     |                                     |                                     |                                     |                                     |